# Mix Up Festival
Le Mix Up Festival est un festival de musique français fondé en 2008.
Organisé par l'Association Argos, il se déroule dans l'Oise, en Picardie, avec une programmation musicale éclectique : reggae, rock, dub, electro, Dj, vjing.

## Programmation

### Édition 2008
Max Romeo, Yelle, Sick of it All, Millencolin, Ezekiel, Hocus Pocus, Svinkels, Syd Matters, La Maison Tellier, Iration Steppas, Channel One, Enhancer, Weeding Dub, Fatal Picards, Guerilla Poubelle, Vulgaires Machins, Nostromo, OBF, DJ Flo, Jabul Gorba, Joni Johnson Band, Kiss Kiss Bang Bang, HeadFish, Hogwash, L’Œil dans la Main, Nova et Vetera, The Missing, Dialokolectiv, Le Chat Noir, Soundiata, Joy Disaster, Paranoid…

### Édition 2009
Beat Assaillant, The Ex & Gétatchèw Mèkurya, Manu le Malin, Congorock, DJ Fresh, Rusko, The Intelligence, Cheveu, Magnetix, Wooden Shjips, Nisennenmondai, Radio Moscow, Marvin, Weakends, Ddamage, 69DB, L’Œil dans la Main, The Anaha, Dogma, FEZ, Room on Fire, Flo, Les Trucs, Gravestone Mind, Subversive, Boy…

### Édition 2010
Groundation, High Tone, Danakil, Chokebore, The Oscillation, Radio Clit, The Very Best, Skip the Use, Hell’s Kitchen, DJ Hype & MC Daddy Earl, Turzi, Jamtech Foundation, Nostromo, L’Œil dans la Main, Type, The Anaha, Imperial Tiger, Twin Sqysters, Jess, Ted Brickman, Zun Zun Egui, Scaletone Key, Island Sound Posse, Fez…

### Édition 2011
Manu Chao  La Ventura, Alpha Blondy, Les Ogres de Barback, Le P'tit Barouf, Civil Civic, Hi Lee Sound System, La Voix du Peuple, Medo, Pentagon, Tazoo, Mystical Soul, On U Mind, Rolecks, Black Rose Sound System, Rollin' Bunkers, Wearing Glasses, Pogo Assaut, Les Moustiques, Topsy-Turvy, The Roots Category, Teria Jali, Lost in Babylon, Beat Pox, Kind Siroko, Petit Pierre, DJ Shawny, Dk78, Dark get out…
Depuis 2011, un tremplin à la Grange à Musique (Creil) est organisé dans le but de promouvoir les groupes de musique locaux.

### Édition 2012
Tiken Jah Fakoly,,, Hubert-Félix Thiéfaine, 1995, Danakil, Goran Bregovic et l'Orchestre des Mariages et Enterrements, les Têtes Raides, Emir Kusturica and The No Smoking Orchestra, Positiv'Sight, Jaeyez, Wilow Amsgood, Black Rose Sound & Prof Natty, Amadou Kone, Bachibousouk, Natural Mighty, Flofreeman, HighJacker, Deci Dela, So was the sun, Ben Ball Bass, Neggus & Kungobram, Fils de Flute, Cheap Wine